# Ryan Hansen
Ryan Hansen, född 5 juli 1981 i Fountain Valley i Kalifornien, är en amerikansk skådespelare. Hansen är bland annat känd för sin roll som Dick Casablancas i serien Veronica Mars samt för sin medverkan i filmen Superhero Movie. 

## Filmografi
- Motocrossed (2001) - Entrant #1
- The Geena Davis Show (1 avsnitt, 2001) - Larry
- Ally McBeal (1 avsnitt, 2001) - Student MC
- Power Rangers Wild Force (1 avsnitt, 2002) - Pilot # 3
- Grounded for Life (1 avsnitt, 2003)
- Hunter (1 avsnitt, 2003) - Ron
- Like Family (2 avsnitt, 2004) - Dell
- Las Vegas (2 avsnitt, 2004) - Brad
- The Cutting Edge: Going for the Gold (TV-film) - Scottie
- That's So Raven (2 avsnitt, 2005-2006) - J.J.
- Veronica Mars (52 avsnitt, 2004-2007) - Dick Casablancas
- Superhero Movie - Lance Landers
- America's Next Top Model (1 avsnitt, 2006) - Sig själv
- Friday the 13th (2009) - Nolan
- Gossip Girl (1 avsnitt, 2009) - Shep
- Party Down (2009–2023) - Kyle Bradway
- BoyBand (2010) - Tommy
- Brother's Justice (2011) - Lance Jeung
- Friends with Benefits (2011 TV-serie)
- Hit and Run (2012) - Alan
- Två panka tjejer (10 avsnitt, 2012-2013) - Andy
- G.I. Joe: Retaliation (2013) - Grunt
- Parenthood (1 avsnitt, 2013) - Luke
- Last Call (2013) - Phil
- Veronica Mars (Film, 2014) - Dick Casablancas
- 2020 – Like a Boss